# Baille-Lemaire

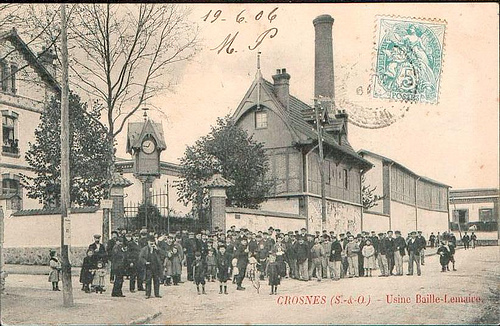
Fabrikanlage um 1906

Constructeurs Baille-Lemaire war ein französisches Unternehmen.

## Unternehmensgeschichte
Jean-Baptiste Baille-Lemaire gründete 1892 das Unternehmen in Crosne. Er fertigte Ferngläser, Linsen und andere Dinge der Optik. 1898 begann die Produktion von Automobilen. 1902 endete die Automobilproduktion. 1935 wurde das Unternehmen aufgelöst.

## Fahrzeuge
Das erste Modell war mit einem Zweizylindermotor mit 8 PS Leistung ausgestattet. Als Besonderheit waren die Zylinder luftgekühlt und die Zylinderköpfe wassergekühlt. Die Motorleistung wurde über Riemen auf die Hinterachse übertragen. Einige dieser Fahrzeuge nahmen 1898 am Autorennen Paris–Amsterdam–Paris teil. Die folgenden Modelle waren ähnlich konzipiert.